# Jüdische Gemeinde Hettenleidelheim
Die jüdische Gemeinde in Hettenleidelheim bestand vom 18. Jahrhundert bis 1896. Ab diesem Zeitpunkt gehörten die jüdischen Einwohner zur jüdischen Gemeinde Wattenheim und als diese 1930 aufgelöst wurde zur jüdischen Gemeinde Eisenberg.

## Geschichte
Bereits im Jahr 1573 wird ein jüdischer Einwohner auf dem Gebiet von Hettenleidelheim genannt. Mit Beginn des 19. Jahrhunderts nahm die Zahl der Mitglieder der jüdischen Gemeinde zu und erreichte 1848 ihren höchsten Stand. Daraufhin erlangte die jüdische Gemeinde, die bis zu diesem Zeitpunkt zur Kultusgemeinde in Neuleiningen gehört hatte, den Status einer eigenständigen Kultusgemeinde. Ab Mitte des 19. Jahrhunderts kam es wie in fast allen jüdischen Gemeinden in Rheinland-Pfalz zu Abwanderungen in die größeren Städte. Ab 1896 gehörten die jüdischen Einwohner dann zur jüdischen Gemeinde Wattenheim  und ab 1930 zur jüdischen Gemeinde in Eisenberg.

## Entwicklung der jüdischen Einwohnerzahl
| Jahr | Juden | Jüdische Familien | Bemerkung |
| ---- | ----- | ----------------- | --------- |
| 1573 | 1     |                   |           |
| 1771 | 2     |                   |           |
| 1808 | 10    |                   |           |
| 1825 | 29    |                   |           |
| 1835 | 35    |                   |           |
| 1848 | 43    |                   |           |
| 1864 | 42    |                   |           |
| 1871 | 40    |                   |           |
| 1875 | 32    |                   |           |
| 1885 | 22    |                   |           |
| 1900 | 12    |                   |           |
| 1929 | 5     |                   |           |
| 1935 | 4     |                   |           |

Quelle: alemannia-judaica.de; jüdische-gemeinden.de; „… und dies ist die Pforte des Himmels“

## Einrichtungen

### Synagoge
Die Synagoge in Hettenleidelheim wurde 1854 in einem Gebäude in der Borngasse (heutige Hauptstraße 118) errichtet. Nach der Auflösung der Kultusgemeinde 1896 wurde die Synagoge nicht mehr genutzt und 1898 an einen Geschäftsmann verkauft. Bis heute wurde das Gebäude mehrfach umgebaut und wird als Wohnhaus genutzt.

### Friedhof
Die Toten wurden zuerst auf dem alten jüdischen Friedhof in Hettenleidelheim und ab 1864 auf dem neuen jüdischen Friedhof in Hettenleidelheim beigesetzt.

### Schule
Der Betsaal war zeitgleich der Schulsaal der jüdischen Gemeinde und die Wohnung des Vorbeters. Es war ein eigener Religionslehrer angestellt, der auch die Aufgaben des Vorbeters und Schochet innehatte.

## Opfer des Holocaust
Das Gedenkbuch – Opfer der Verfolgung der Juden unter der nationalsozialistischen Gewaltherrschaft 1933–1945 und die Zentrale Datenbank der Namen der Holocaustopfer von Yad Vashem führen 13 Mitglieder der jüdischen Gemeinschaft Hettenleidelheim (die dort geboren wurden oder zeitweise lebten) auf, die während der Zeit des Nationalsozialismus ermordet wurden.
| Name                 | Vorname        | Todeszeitpunkt     | Alter     | Ort des Todes                 | Bemerkung | Quellen |
| -------------------- | -------------- | ------------------ | --------- | ----------------------------- | --- | --- |
| Kalter               | Rebekka        | 20. November 1940  | 82 Jahre  | Internierungslager Gurs       | Deportation ab Baden am 22. Oktober 1940 nach Internierungslager Gurs                                                                                                   | Yad Vashem (Datenbank, Datensatz Nr. 11536017) / Gedenkbuch für die Opfer der NS-Judenverfolgung in Deutschland                              |
| Michel               | Albert         | 6. Juli 1943       | 53 Jahre  | Konzentrationslager Auschwitz | Deportation am 20.–21. Januar 1942 ab Dresden nach Ghetto Riga. 1943 Deportation nach Konzentrationslager Auschwitz                                                     | Yad Vashem (Datenbank, Datensatz Nr. 7686981 und Nr. 11595427) / Gedenkbuch für die Opfer der NS-Judenverfolgung in Deutschland              |
| Michel               | Arthur         | 25. November 1941  | 6 Jahre   | Fort IX Kowno                 | Deportation ab Frankfurt am Main am 22. November 1941 nach Fort IX Kowno                                                                                                | Yad Vashem (Datenbank, Datensatz Nr. 11595439 und Nr. 1208831) / Gedenkbuch für die Opfer der NS-Judenverfolgung in Deutschland              |
| Wollmann             | Rosa (Rosalie) | 15. November 1940  | 94 Jahre  | Internierungslager Gurs       | Deportation ab Baden am 22. Oktober 1940 nach Internierungslager Gurs                                                                                                   | Yad Vashem (Datenbank, Datensatz Nr. 11658843) / Gedenkbuch für die Opfer der NS-Judenverfolgung in Deutschland                              |
| Michel               | Berta          | 12. September 1943 | 76 Jahre  | Ghetto Theresienstadt         | Deportation ab Frankfurt am Main am 18. August 1942 nach Ghetto Theresienstadt (Transport XII/1, Zug Da 503. Deportationsnummer 587 im Transport)                       | Yad Vashem (Datenbank, Datensatz Nr. 11595447, Nr. 1208827 und Nr. 4903184) / Gedenkbuch für die Opfer der NS-Judenverfolgung in Deutschland |
| Michel               | Erwin          | 25. November 1941  | 5 Jahre   | Fort IX Kowno                 | Deportation ab Frankfurt am Main am 22. November 1941 nach Fort IX Kowno                                                                                                | Yad Vashem (Datenbank, Datensatz Nr. 11595473 und Nr. 1208833) / Gedenkbuch für die Opfer der NS-Judenverfolgung in Deutschland              |
| Michel               | Heinrich       | unbekannt          | unbekannt | Vernichtungslager Treblinka   | Deportation am 1. September 1942 von Frankfurt am Main nach Ghetto Theresienstadt. Deportation ab Theresienstadt am 29. September 1942 nach Vernichtungslager Treblinka | Yad Vashem (Datenbank, Datensatz Nr. 1208840 und Nr. 11595490) / Gedenkbuch für die Opfer der NS-Judenverfolgung in Deutschland              |
| Michel               | Henriette      | 25. November 1941  | 37 Jahre  | Fort IX Kowno                 | Deportation ab Frankfurt am Main am 22. November 1941 nach Fort IX Kowno                                                                                                | Yad Vashem (Datenbank, Datensatz Nr. 1208830 und Nr. 11595496) / Gedenkbuch für die Opfer der NS-Judenverfolgung in Deutschland              |
| Michel               | Isaak          | 5. November 1942   | 81 Jahre  | Ghetto Theresienstadt         | Deportation ab Frankfurt am Main am 18. August 1942 nach Ghetto Theresienstadt                                                                                          | Yad Vashem (Datenbank, Datensatz Nr. 1208826, Nr. und Nr. 11595512) / Gedenkbuch für die Opfer der NS-Judenverfolgung in Deutschland         |
| Michel               | Martha         | unbekannt          | unbekannt | Konzentrationslager Auschwitz | Deportation am 2. September 1942 ab Sammellager Drancy nach Konzentrationslager Auschwitz                                                                               | Yad Vashem (Datenbank, Datensatz Nr. 1817883 und Nr. 11595545) / Gedenkbuch für die Opfer der NS-Judenverfolgung in Deutschland              |
| Michel               | Renate         | 25. November 1941  | 41 Jahre  | Fort IX Kowno                 | Deportation ab Frankfurt am Main am 22. November 1941 nach Fort IX Kowno                                                                                                | Yad Vashem (Datenbank, Datensatz Nr. 1511687 und Nr. 11595564) / Gedenkbuch für die Opfer der NS-Judenverfolgung in Deutschland              |
| Michel               | Simon          | 25. November 1941  | 44 Jahre  | Fort IX Kowno                 | Deportation ab Frankfurt am Main am 22. November 1941 nach Fort IX Kowno                                                                                                | Yad Vashem (Datenbank, Datensatz Nr. 1208828 und Nr. 11595587) / Gedenkbuch für die Opfer der NS-Judenverfolgung in Deutschland              |
| Schwarzschild        | Rosa           | unbekannt          | unbekannt | Raasiku                       | Deportation ab Frankfurt am Main am 24. September 1942 nach Raasiku. | Yad Vashem (Datenbank, Datensatz Nr. 11631032 und Nr. 1208841) / Gedenkbuch für die Opfer der NS-Judenverfolgung in Deutschland              |
| 1. 2. 3. 4. 5. 6. 7. |                |                    |           |                               | | |